# Morte de John Crawford III
A morte de John Crawford III ocorreu em 5 de agosto de 2014. Crawford, um homem afro-americano de 22 anos, foi baleado e morto por um policial em uma loja Walmart em Beavercreek, Ohio, próximo a Dayton, enquanto segurava uma espingarda de pressão (BB gun) que estava à venda na loja. O incidente foi registrado por câmeras de segurança e gerou protestos de grupos como a NAACP e o movimento Black Lives Matter.
Um grande júri optou por não indiciar os dois policiais envolvidos em acusações criminais. A cidade de Beavercreek acabou firmando um acordo em ações civis por morte injusta movidas pela herança e pela família de Crawford.

## Assassinato
Crawford pegou uma espingarda de pressão (BB/pellet) desembrulhada na seção de artigos esportivos da loja e continuou fazendo compras. Outro cliente, Ronald Ritchie, ligou para o 9-1-1 alegando que Crawford estava apontando a arma para outros clientes. Imagens das câmeras de segurança mostraram que Crawford estava falando ao celular e segurando a espingarda de pressão enquanto fazia compras, mas em nenhum momento a apontou para alguém. Após a divulgação das imagens, Ritchie retratou sua declaração que levou ao tiroteio fatal, afirmando: "Em nenhum momento ele ergueu a espingarda e a apontou para alguém", embora tenha mantido que Crawford estava "agitando-a".
Dois policiais de Beavercreek chegaram ao Walmart logo após o despachante informá-los sobre um "indivíduo com uma arma" na área de suprimentos para animais de estimação. Crawford foi declarado morto no Hospital Premier Health Miami Valley [en] em Dayton.
Uma segunda pessoa, Angela Williams, morreu de um ataque cardíaco enquanto fugia do tiroteio.

### Relato policial
De acordo com os relatos iniciais do policial Williams e do outro policial envolvido, David Darkow, Crawford não respondeu aos comandos verbais para largar a espingarda de pressão e deitar no chão, e eventualmente começou a se mover como se estivesse tentando fugir. Acreditando que a espingarda era uma arma de fogo real, um dos policiais disparou dois tiros no torso e no braço de Crawford. Crawford morreu de seus ferimentos pouco depois.

### Vídeo da loja
O tiroteio foi capturado pela câmera de segurança da loja. Crawford estava falando ao celular enquanto segurava a espingarda de pressão quando foi baleado e morto por Williams. O vídeo mostra que os policiais dispararam quase imediatamente após entrar na loja e avistar Crawford segurando a espingarda de pressão. Não está claro, a partir do vídeo, se os policiais deram comandos verbais e se Crawford foi baleado antes ou depois de reagir aos policiais.

## Desdobramentos
O jornal The Guardian revelou em dezembro de 2014 que, imediatamente após o tiroteio, o detetive Rodney Curd interrogou de forma agressiva a namorada de Crawford, Tasha Thomas, ameaçando-a com prisão. O interrogatório a levou a chorar incontrolavelmente, com perguntas hostis sugerindo que ela estava bêbada ou sob efeito de drogas quando afirmou que Crawford não entrou na loja com uma arma. Naquele momento, ela ainda não sabia da morte de Crawford. Tasha Thomas faleceu em um acidente de carro em Dayton em 1º de janeiro de 2015.
Após o tiroteio, um grande júri decidiu não indiciar os policiais envolvidos por acusações de homicídio doloso, homicídio culposo ou negligência homicida. O Departamento de Justiça dos Estados Unidos (DOJ) conduziu sua própria investigação. Sean Williams, o policial que atirou em Crawford, foi afastado das funções normais até a conclusão da investigação federal. Em 2017, o DOJ anunciou que não apresentaria acusações federais contra o policial, que retornou ao serviço pleno logo após.
O relatório do DOJ de 2017 afirmou: "Para estabelecer dolo, as autoridades federais precisariam provar que o policial agiu com a intenção deliberada e específica de fazer algo que a lei proíbe. Esse é um dos mais altos padrões de intenção exigidos pela lei. Erro, má percepção, negligência, necessidade ou mau julgamento não são suficientes para estabelecer uma violação criminal de direitos civis federal... Para provar que o policial Williams agiu com dolo, o governo precisaria tanto refutar a razão declarada para o tiroteio – que ele temia por sua vida ou lesões corporais graves – quanto estabelecer afirmativamente que Williams agiu com a intenção específica de violar os direitos de Crawford. As evidências aqui simplesmente não podem satisfazer esses encargos. Assim, a revisão deste incidente foi encerrada sem processo."
A mãe de Crawford acredita que a fita de vigilância mostra que a polícia mentiu em seu relato dos eventos e se manifestou contra o assassinato em uma marcha "Justiça para Todos". A família entrou com processos por negligência e morte injusta contra o Walmart, a cidade de Beavercreek e os policiais envolvidos. Em 2020, a cidade de Beavercreek e a família chegaram a um acordo no processo por 1,7 milhão de dólares.
A deputada estadual de Ohio Aicia Reece propôs a "Lei John Crawford", que alteraria a aparência de armas de brinquedo para evitar tragédias semelhantes.
Ohio é um estado de "porte ostensivo", onde o porte ostensivo de armas de fogo é legal com ou sem licença, o que gerou discussões sobre direitos às armas e raça.

## Repercussão na mídia
O incidente recebeu cobertura local e internacional, em parte devido ao momento em que ocorreu. O recente tiroteio de Michael Brown pela polícia em Ferguson, Missouri, e os distúrbios subsequentes, atraíram atenção pública, assim como a morte de Eric Garner em Staten Island, Nova Iorque, e o tiroteio de Tamir Rice em Cleveland.